# Regine Keller (Fußballspielerin)
Regine Keller (geb. 1957 in Ahrweiler) ist eine ehemalige deutsche Fußballspielerin.

## Karriere
Keller spielte von 1971 bis 1981 als Stürmerin (Linksaußen) beim SC 07 Bad Neuenahr. Sie wurde mehrmals Rheinlandmeisterin und spielte auch in der Rheinlandauswahl.
Als Rheinländischer Meister 1978 nahm sie mit ihrem Verein an der Endrunde um die Deutsche Meisterschaft teil und gelangte mit ihr ins Finale, das zum zweiten Male in Hin- und Rückspiel ausgetragen wurde. Im heimischen Apollinarisstadion gelang am 17. Juni 1978 ein 2:0-Sieg über den FC Hellas Marpingen, im Rückspiel am 25. Juni 1978 im Eppelborner Illtalstadion verlor sie mit ihrer Mannschaft mit 0:1 – was zur Meisterschaft, die einzige bis heute, reichte.
1979 erfolgte das Aus gegen den FC Bayern München bereits im Viertelfinale, 1980 gegen den KBC Duisburg im Halbfinale; 1981 beendete sie ihre Spielerkarriere.

## Erfolge
SC 07 Bad Neuenahr
- Deutscher Meister 1978
- Rheinlandmeister 1978, 1979, 1980